# Włochatkowate
Włochatkowate syn. włochatki (Chaitophorinae) – podrodzina mszyc z rodziny mszycowatych. Ciało włochatkowatych pokryte jest drobnymi włoskami. Są to owady żyworodne i jednodomne. Najczęściej żerują na liściach klonów, topoli i wierzb. Włochatkowate pospolicie występująca na obszarze całej Europy.
Najbardziej pospolite są włochatki z rodzajów:
- Periphyllus
  - Periphyllus aceris – włochatka klonowa żółta
  - Periphyllus testudinaceus – włochatka klonowa czarna
- Chaitophorus